# Alfred Freiherr von Stockmar
Ernst Alfred Victor Freiherr von Stockmar (* 8. Juli 1876 in Buch am Forst, heute zu Lichtenfels (Oberfranken); † 30. November 1953 ebenda) war ein deutscher Verwaltungsjurist.

## Leben
Stockmar war ein Sohn des Gutsbesitzers und Herzoglichen Kammerherrn Carl Freiherr von Stockmar. Er studierte Jura in Heidelberg und Berlin und wurde in Heidelberg 1895 Mitglied des Corps Vandalia. 1900 wurde er Referendar, 1906 Regierungsassessor in Belzig, 1907 am Polizeipräsidium in Berlin, 1909 in Liegnitz. 1915 wurde er Regierungsrat in Liegnitz, 1917 Landrat des Kreises Osterode am Harz, 1919 Verwalter des Landratsamts Danziger Niederung und 1921 Regierungsrat in Merseburg. 1934 kam er ans Oberpräsidium in Magdeburg, wo er 1936 zum Oberregierungsrat befördert wurde.
Stockmar war Rittergutsbesitzer auf Obersteinau und Herzoglich sächsischer Kammerherr.
Er gehörte 1918/1919 dem Provinziallandtag in Hannover an.